# Rafael L. de los Ríos
Rafael L. de los Ríos (Ciudad de México, ? 1890 - Idem, 25 de junio de 1948) fue un abogado, periodista, poeta y diputado constituyente entre 1916 y 1917.
Abogado de formación, también se destacó como periodista en publicaciones como Diario del Hogar y México Nuevo, en sus últimos años de impresión; ambas publicaciones de oposición y crítica al régimen porfirista. Después fundaría el diario El Combate.
Desde su juventud fue partícipe de actividades políticas, entre las que se puede destacar la fundación del grupo central del Partido Liberal, miembro del Partido Nacional Antireeleccionista y Presidente del Partido Juvenil Liberal.
En 1914 fue funcionario de la Secretaría de Fomento y director de Minas y Petróleo. Más tarde en 1916 se convirtió en el secretario particular de Pastor Rouaix durante su gestión como Secretario de Fomento y Colonización durante el gobierno de Venustiano Carranza.
Posteriormente fue elegido para formar parte del Congreso Constituyente por el Distrito Federal en representación del 7° distrito. Dentro de la discusión en el Congreso, su participación estuvo enfocada en materia de trabajo con el propósito de elaborar las bases generales sobre su legislación. Dicho grupo fue reunido por el mismo Rouaix.
Después de su participación en el Constituyente, ocupó los cargos de jefe del Departamento de Correspondencia y Archivo de la Secretaría de Comunicaciones, y Secretario General del Sindicato de Trabajadores de la misma dependencia.